# Curtis Mosby
Curtis Mosby (* 7. Juli 1888 in Kansas City (Missouri); † 25. Juni 1957 in San Francisco) war ein US-amerikanischer Jazz- und Blues-Musiker (Schlagzeug), Bandleader und Jazzclub-Betreiber.

## Leben und Wirken
Mosby tourte in den 1910er-Jahren mit den Tennessee Ten und leitete in dieser Zeit ein eigenes Ensemble in Chicago. Anfang der 20er-Jahre zog er nach Kalifornien, wo er einen Plattenladen eröffnete, anschließend  mit Mamie Smith und ihren Jazz Hounds tourte sowie in New York 1922 vier Plattenseiten einspielte („Mean Daddy Blues“, OKeh). 1923 zog er nach Los Angeles und leitete eine Band namens Blue Blowers; 1924 hatte er ein längeres Engagement im dortigen Solomon's Dance Pavilion. Um 1924/25 nahm er mit seiner Band in Los Angeles die Titel „Riverboat Shuffle“ und „All Night Blues“ auf; es handelte sich um Privataufnahmen. 1927 spielte er weitere Titel für Columbia Records ein; in seiner Band spielten Jake Porter, Les Hite, Bumps Myers und Henry Starr. Ebenfalls 1927 traten die Dixieland Blue Blowers im Bronx Palm Gardens, 1928 im Lincoln Theater auf.
Mosby eröffnete 1928 den Nachtclub Apex, den er als Manager für die Gebrüder Rizzo betrieb; nach einer Razzia der Polizei blieb der Club zunächst geschlossen, konnte aber nach einem Freispruch Mosbys weitergeführt werden. Daraus entstand 1935 der von Mosby geleitete Club Alabam, der als einer der ersten Jazzclubs gilt.
Mit seiner Band hatte er Gastauftritte in Josef von Sternbergs Sie nannten ihn Thunderbolt und  in King Vidors Musicalfilm Hallelujah, für den er auch Titel komponierte. In den 1930er-Jahren tourte die Band mit der Varietéshow Change Your Luck.
In San Francisco gründete er 1930 einen weiteren Club; 1931 musste er Konkurs anmelden und zog nach San Francisco. Im Laufe der 1930er-Jahre eröffnete Mosby weitere Clubs, jedoch waren nicht alle diese Unternehmungen an der kalifornischen Küste erfolgreich; zu den Musikern, die dort auftraten, gehörten Lawrence Brown, Marshall Royal, Wilbert Baranco, Baron Moorehead und Buck Clayton. In seinem erfolgreich laufenden Club Alabam hatten Harlan Leonard (1943), Roy Milton (1944) und Johnny Otis (1945) Engagements; mit der Band von Otis spielten dort auch Charlie Parker und Miles Davis. Von 1947 bis 1949 saß Mosby eine Haftstrafe wegen Steuerhinterziehung ab und verlor die geschäftliche Kontrolle über seine Clubs; nach Ableisten der Haftstrafe eröffnete er einige dieser Clubs neu.